# Бад-Гамс
Бад-Гамс (нем. Bad Gams) — курорт в Австрии, в федеральной земле Штирия. 
Входит в состав округа Дойчландсберг.  Население составляет 2288 человек (на 31 декабря 2005 года). Занимает площадь 48,71 км². Официальный код  —  6 03 07.

## Политическая ситуация
Бургомистр коммуны — Петер Зенекович (СДПА) по результатам выборов 2005 года.
Совет представителей коммуны (нем. Gemeinderat) состоит из 15 мест.
- СДПА занимает 7 мест.
- АНП занимает 6 мест.
- АПС занимает 1 место.
- независимые: 1 место.